# Рекогносцировочный посев
Рекогносцировочный посев — в сельском хозяйстве способ определения плодородия почвы специальным посевом. В этих целях на определенном однообразно подготовленном участке делается, однообразный и одновременный посев какого-либо растения в разных местах участка (делянки) в возможно короткий срок (например, ячмень, яровая пшеница, овёс, картофель, табак, свёкла). Урожай учитывают поделяночно. Разница в урожайности на делянках определит пестроту плодородия почвы на всем данном участке. К рекогносцировочному посеву обычно прибегают при подборе участка для постановки опытов и посев осуществляют до закладки опытов.